# Мелькумов, Яков Аркадьевич
Я́ков Арка́дьевич Мельку́мов (Акоб Аршакович Мелкумян; арм. Հակոբ Արշակի Մելքումյան; 12 [24] декабря 1885, с. Херхан, Елизаветпольская губерния — 3 июля 1962, Москва) — советский военачальник, комдив (1935). Участник Первой мировой войны и Гражданской войны в России. Особо отличился в боях с басмачами на Туркестанском фронте.

## Биография

### В Царской России
Из семьи рабочих. По профессии его отец был каменщиком. В 1890 году семья его родителей, с детьми, переехала в Ашхабад, где Яков выучил туркменский язык и обучился верховой езде. В 1906 году окончил 6 классов гимназии в Ашхабаде. В 1907 году призван в Русскую императорскую армию и направлен обучаться в Николаевское кавалерийское училище и выпущен в кадровую армию; штабс-ротмистр.
В Первую мировую войну командовал пулемётным расчётом в 4-й кавалерийской дивизии 6-го Армейского корпуса.

### После революции 1917
С 1918 года — член РКП(б). В январе участвовал в подавлении мятежа генерала Каледина. Будучи в рядах первых «красных отрядов» Рабоче-крестьянской Красной армии (РККА) с первых дней участвовал в боях: с апреля 1918 — помощник начальника кавалерийского отряда; в начале июля участвовал в ликвидации Левоэсеровского мятежа в Москве.
С октября 1918 года — командир 1-го Московского кавалерийского полка в составе 12-й дивизии 8-й армии РККА. Принимал участие в боях на Воронежском участке Южного фронта с армией Деникина.

### Служба в Средней Азии
С октября 1919 года — командир Сводной кавалерийской бригады 8-й армии.
С января 1920 года — командир 1-й кавбригады 1-й Туркестанской кавалерийской дивизии, Туркестанского фронта.
27 апреля — 9 мая — начальник штаба 1-й Туркестанской кавалерийской дивизии.
29 августа—2 сентября кавбригада Мелькумова принимала участие в Бухарской операции по свержению Бухарского эмира Сейид Алим-хана.
С сентября 1920 — командир 2-й кавбригады, 3-й Туркестанской кавалерийской дивизии.
В феврале 1921 года участвовал в разгроме Сейид Алим-хана у г. Байсуна и взятии городов Денау, Юрчи, Сары-Ассия, Каратаг, Гиссар и Дюшамбе.
С августа — ВРИД начальника 1-й Туркестанской кавдивизии.
В начале 1922 года по согласованию с командующим Особым фронтом Восточной Бухары Н. Е. Какуриным участвовал в секретной операции по уничтожению мародёров из отряда анархистов около Душанбе совместно с отрядами повстанцев Энвера-паши и Фузайл Максуда. Сталин и Троцкий потребовали сместить Мелькумова с должности комбрига и предать военному суду за сотрудничество с басмачами. Но по личному ходатайству В. И. Ленина, который высоко ценил полезную инициативу, Мелькумов был награждён своим первым орденом Красного Знамени.

В июне 1922 года, во время наступления Красной армии против Энвер-паши, командовал 2-й отдельной Туркестанской кавалерийской бригадой. Несмотря на значительное численное превосходство басмаческих отрядов Энвер-паши и Давлатманд-бия, последние были разгромлены частями Красной армии. Был уничтожен крупный лидер басмачества в Соедней Азии, этнический турок, один из главных организаторов массовой депортации и геноцида армян, военный преступник Энвер-паша́ (настоящее имя Исмаи́л Энве́р, или (первоначально) как Энвер-бей). Он был убит 4 августа 1922 года в бою с частями Красной армии в кишлаке Чагана в 25 км от города Бальджуан на территории бухарского государства (ныне территория Республики Таджикистан). Чекист Георгий Агабеков в своих мемуарах описывает операцию по обнаружению местонахождения Энвер-паши (Агабеков с напарником под видом торговцев внедрились в местное население и с помощью подкупа выяснили дислокацию штаба Энвер-паши) и цитирует рапорт командира конного дивизиона, атаковавшего штаб Энвер-паши: 
«Штаб басмачей во главе с Энвер-пашой бросился в горы, но наткнувшись на эскадрон, посланный в обход, принял бой. В результате боя штаб противника уничтожен. Успели спастись только трое. 28 трупов остались на месте боя. Среди них опознан и Энвер-паша. Ударом шашки у него снесена голова и часть туловища. Рядом с ним был найден Коран».
По одной из версий Энвер-паша был убит армянином Яковом Мелькумовым, специально искавшим встречи с одним из виновников геноцида армян. По словам, приписываемым Я. Мелькумову, он лично зарубил Энвер-пашу, однако существуют и другие версии гибели последнего. Кроме того, сам Мелькумов в своих мемуарах «Туркестанцы» говорит, что Энвер-Паша был убит в перестрелке пулеметной очередью бойцами 8-й Отдельной кавалерийской бригады под командованием Богданова Филиппа Архиповича. В своих мемуарах помощник Энвера-паши Явер Суфи-бей заявил, что Энвер-паша скончался от пулевого ранения, полученного во время кавалерийской атаки. (Enver Pasha. Encyclopedia Britannica (1911). Дата обращения: 14 января 2012. Архивировано из оригинала 4 февраля 2012 года. Оригинальный текст (англ.) )
За уничтожение Энвер-паши и разгром его армии, командующий кавалерийским полком Я. Мелькумов был повторно награждён орденом Красного Знамени.
В 1924 году окончил Высшие академические курсы.
В 1924—1926 годах командовал 8-й отдельной Туркестанской кавбригадой. Затем по поручению Военно-революционного Совета сформировал Туркестанскую национальную кавалерийскую бригаду и вступил в её командование.
В 1926—1931 годах в должности комдива участвовал в разгроме басмачей на территории Туркменистана и Таджикистана. В частности в сентябре 1931 года участвовал в мощной комбинированной операции частей РККА, ОГПУ, пограничных войск, курсантов Ташкентского военного училища, бойцов добровольческих отрядов по ликвидации банд на территории Туркменистана и Хорезма под общим руководство командующего САВО П. Е. Дыбенко. В результате операции в Каракумах сдалось добровольно, было взято в плен, убито и ранено 3287 местных туркменских мятежников.
20 июня 1930 года части сводной кавалерийской бригады САВО под командованием Я. Мелькумова (в басмаческой среде известного как — Якуб Тура), по согласованию с афганским правительством, вторглись на территорию Афганистана для нанесения ударов по базам басмачей.
В 1934 году окончил военную академию им. М. В. Фрунзе. В 1934—1937 годах — помощник командующего войсками Среднеазиатского военного округа.

## Арест и реабилитация
15 или 27 ноября 1937 года Мелькумов был арестован по обвинению в участии в «Военно-фашистском заговоре в РККА». Военным трибуналом Среднеазиатского военного округа 5 апреля 1940 года по обвинению в принадлежности к антисоветской националистической организации приговорён к расстрелу. По апелляции подсудимого Военная коллегия Верховного суда СССР 12 июня 1940 года заменила высшую меру наказания на 15 лет заключения в ИТЛ с конфискацией имущества. Отбывал срок заключения в разных местах ГУЛага на Колыме.
В мае 1954 года был освобождён. Постановлением пленума Верховного суда СССР от 20 мая 1955 года был реабилитирован. Ему возвратили все награды. В июне 1955 года уволен из Советской Армии в отставку в звании комдив.
Проживал в Москве. Опубликовал книгу воспоминаний «Туркестанцы», в которой обстоятельно освещалась борьба с басмачами в Средней Азии.
Скончался 3 июля 1962 года в Москве. Похоронен на Новодевичьем кладбище (8 участок, 16 ряд).

## Награды
- Орден Красного Знамени (Приказ РВСР № 159: 1922 г.)[19]
- 2-й Орден Красного Знамени (Приказ РВСР № 82: 1924 г. — Вторичное награждение[20])[19]
- Орден Красного Полумесяца I степени Бухарской НСР (Приказ РВСР № 223: 1925)[2]
- Орден Трудового Красного Знамени Туркменской ССР (1929)[3]
- Именное оружие от Реввоенсовета СССР

## Сочинения
- Туркестанцы. — М.: Воениздат, 1960. — 269 с. — (Военные мемуары).

## Комментарии
1. ↑  Ныне: согласно административно-территориальному делению Азербайджана — в Ходжавендском районе; согласно административно-территориальному делению непризнанной Нагорно-Карабахской Республики — в Мартунинском районе.